# Calymperes mangalorense
Calymperes mangalorense là một loài rêu trong họ Calymperaceae. Loài này được Dixon & P. de la Varde mô tả khoa học đầu tiên năm 1927.